# Kate Nelligan
Kate Nelligan (* 16. März 1950 in London, Ontario, als Patricia Colleen Nelligan) ist eine kanadische Schauspielerin.

## Leben und Leistungen
Nelligan absolvierte die London South Secondary School in London (Ontario), dann studierte sie an der University of Toronto, erhielt jedoch dort keinen Abschluss. Stattdessen wechselte sie an die Londoner Central School of Speech and Drama. Im Jahr 1973 debütierte sie in einem Theaterstück, kurz darauf spielte sie ihre erste größere Rolle in einer Fernsehserie, der Die Onedin-Linie. In der Fernsehserie Great Performances spielte sie in der Folge The Arcata Promise (1970) neben Anthony Hopkins. Für ihre Rolle im Fernsehfilm Measure for Measure (1979) nach einem Stück von William Shakespeare wurde sie 1980 für den BAFTA Award nominiert. Im Horrorfilm Dracula '79 (1979) trat sie neben Frank Langella, Laurence Olivier und Donald Pleasence auf.
In der britischen Mini-Fernsehserie Thérèse Raquin (1980) spielte sie die Hauptrolle, für die sie 1981 für den BAFTA-Fernsehpreis nominiert wurde. Im Jahr 1983 zog sie nach New York City, wo sie in zahlreichen Theaterstücken auftrat. In den Jahren 1983 bis 1989 wurde sie viermal für den Tony Award nominiert.
Im Filmdrama An einem Morgen im Mai (1983) spielte Nelligan die Hauptrolle, genauso im Kriegsdrama Eleni (1985), in dem neben Nelligan John Malkovich und Linda Hunt spielten. Für ihre Hauptrolle im Film Das weiße Zimmer (1990) wurde sie 1991 für den Genie Award nominiert.
Im Filmdrama Frankie & Johnny (1991) spielte Nelligan neben Michelle Pfeiffer, Al Pacino und Hector Elizondo. Für diese Rolle gewann sie 1991 den National Board of Review Award und 1992 den BAFTA Award. Für ihre Rolle im Filmdrama Herr der Gezeiten (1991) mit Barbra Streisand und Nick Nolte wurde sie 1992 für den Oscar nominiert. Für ihren Gastauftritt in der Fernsehserie Avonlea – Das Mädchen aus der Stadt wurde sie 1992 für den Emmy Award nominiert und gewann 1993 den Gemini Award. Für ihre Rolle im Fernsehfilm Der Mutter entrissen (1994) wurde sie 1996 für den Gemini Award nominiert. Weitere Nominierungen für diesen Preis erhielt sie 2001 für ihre Hauptrolle im Fernsehfilm Blessed Stranger: After Flight 111 (2000) und 2004 für ihre Hauptrolle in der Mini-Fernsehserie Human Cargo (2004). Für ihre Nebenrolle im Filmdrama Das Ende aller Träume (1995) gewann sie 1996 den Genie Award.
Nelligan war zeitweise mit dem Komponisten Robert Reale verheiratet und hat einen Sohn. Sie lebt in Manhattan.

## Filmografie (Auswahl)
- 1971: Great Performances (Fernsehserie, Folge The Arcata Promise)
- 1973–1974: Die Onedin-Linie (The Onedin Line, Fernsehserie, 13 Folgen)
- 1975: Der Graf von Monte Christo (The Count of Monte-Cristo, Fernsehfilm)
- 1975: Die romantische Engländerin (The Romantic Englishwoman)
- 1979: Measure for Measure (Fernsehfilm)
- 1979: Dracula (Dracula)
- 1980: Thérèse Raquin (Miniserie, 3 Folgen)
- 1981: Die Nadel (Eye of the Needle)
- 1983: An einem Morgen im Mai (Without a Trace)
- 1985: Eleni
- 1987: Control (Il giorno prima)
- 1989: Love and Hate: The Story of Colin and Joanne Thatcher (Fernsehfilm)
- 1990: Das weiße Zimmer (White Room)
- 1991: Frankie & Johnny (Frankie and Johnny)
- 1991: Herr der Gezeiten (The Prince of Tides)
- 1991: Schatten und Nebel (Shadows and Fog)
- 1992: Schwarze Hochzeit (Terror Stalks the Class Reunion)
- 1993: Crazy Instinct (Fatal Instinct)
- 1994: Der Mutter entrissen (Million Dollar Babies, Fernsehfilm)
- 1994: Wolf – Das Tier im Manne (Wolf)
- 1995: Das Ende aller Träume (Margaret's Museum)
- 1995: Ein amerikanischer Quilt (How to Make an American Quilt)
- 1996: Aus nächster Nähe (Up Close & Personal)
- 1998: Auf der Jagd (U.S. Marshals)
- 1999: Gottes Werk & Teufels Beitrag (The Cider House Rules)
- 2000: Blessed Stranger: After Flight 111 (Fernsehfilm)
- 2003: Gefangene der Zeit (A Wrinkle in Time) (Fernsehfilm)
- 2004: Human Cargo (Miniserie, 3 Folgen)
- 2007: Die Vorahnung (Premonition)
- 2009: Law & Order: Special Victims Unit (2 Folgen)

## Broadway
- 1983: Plenty
- 1984: A Moon for the Misbegotten
- 1988: Serious Money
- 1989: Love Letters